# Artsakh Air
Artsakh Air (auch Artsakhavia) war eine arzachische Fluggesellschaft mit Sitz in Stepanakert und Basis auf dem dortigen Flughafen Stepanakert. Sie plante, die de facto eigenständige Republik Arzach (vormals: Republik Bergkarabach) – die völkerrechtlich zu Aserbaidschan gehört, aber überwiegend von Armeniern bewohnt wird – mit Armenien zu verbinden. Sie war im Besitz der De-facto-Regierung von Arzach.

## Geschichte
Da Arzach nicht als Staat anerkannt war, hätte eine Registrierung der Fluggesellschaft gemäß internationalen Konventionen über Aserbaidschan erfolgen müssen. Dies hatte Aserbaidschan jedoch immer abgelehnt und darüber hinaus angekündigt, dass Flüge von Jerewan nach Stepanakert abgeschossen werden könnten. Auch Armenien wäre gemäß internationalen Konventionen im Falle der ungenehmigten Aufnahme des Flugbetriebs gezwungen gewesen, gegen die Fluggesellschaft vorzugehen.
Der damalige armenische Staatspräsident Sersch Sargsjan hatte 2012 angekündigt, einer der ersten Passagiere der Fluggesellschaft sein zu wollen.
Die Fluggesellschaft ist nie gestartet.

## Ziele
Folgende Ziele hätten bedient werden sollen:
- Flughafen Stepanakert (Heimatflughafen)
- Flughafen Jerewan

Die geplante Verbindung bestand zuletzt 1991.

## Flotte
Im Juli 2016 bestand die Flotte aus drei Flugzeugen, die ab der Gründung bestellt und dann ausgeliefert wurden.
| Anzahl | Flugzeugtyp                          | Preis                     |
| ------ | ------------------------------------ | ------------------------- |
| 3      | Bombardier Canadair Regional Jet 200 | je 15 Millionen US-Dollar |